# Neocollyris fuscitarsis
Neocollyris fuscitarsis es una especie de escarabajo del género Neocollyris. Fue descrita científicamente por Schmidt-Goebel en 1846.
Se distribuye por Vietnam, Laos, China, India, Nepal, Malasia, Indonesia y Tailandia. Mide aproximadamente 14-18 milímetros de longitud. Posee élitros robustos, voluminosos y azules.